# 乾卦

乾卦

乾卦，或者簡稱乾，為八卦的其中一卦，畫做☰，代表天。並且同時是六十四卦的第一卦，上下卦都是八卦之中的乾卦，也就是☰，都代表天，所以乾卦就畫成䷀。為方便記住卦象，因此有個名叫乾為天。 
近代出土竹簡與帛書，先秦到漢，不寫乾而寫鍵，有可能本意為另一意思。卦辭有曰「天行健」，有可能相關，鍵健讀音相同，寫法亦相近。秦簡歸藏，則寫做「天目」合字，上天下目，意思不明。

## 卦辭
乾：元，亨，利，貞。
彖曰：大哉乾元，萬物資始，乃統天。云行雨施，品物流形。大明始終，六位時成，時乘六龍以御天。乾道變化，各正性命，保合太和，乃利貞。首出庶物，萬國咸寧。
象曰：天行健，君子以自強不息。潛龍勿用，陽在下也。見龍在田，德施普也。 終日乾乾，反復道也。 或躍在淵，進無咎也。飛龍在天，大人造也。 亢龍有悔，盈不可久也。 用九，天德不可為首也。

## 爻辭
初九：潛龍，勿用。
九二：見龍在田，利見大人。
九三：君子終日乾乾，夕惕若，厲無咎。
九四：或躍在淵，無咎。
九五：飛龍在天，利見大人。
上九：亢龍有悔。
用九：見群龍無首，吉。

### 用九
用九就是全部六爻都變(成錯卦)，算作一爻。只有乾卦與坤卦先至會有用九與用六的特別解釋。卦辭入面，象的解說特別話明“用九，天德不可為首也。”

### 天文
乾卦爻辭之龍，近代講與夜空星象，二十八宿中東方蒼龍有關。日日星空轉移，蒼龍亦按季節出現與隠沒。